# Бальмазуйварош Вароші (стадіон)
«Бальмазуйварош Вароші Спортпалья» (угор. Balmazújvárosi Városi Sportpálya) — багатофункціональний стадіон у місті Бальмазуйварош, Угорщина, домашня арена ФК «Бальмазуйварош». 